# Tanjung Kamal
Tanjung Kamal is een bestuurslaag in het regentschap Situbondo van de provincie Oost-Java, Indonesië. Tanjung Kamal telt 6504 inwoners (volkstelling 2010).